# Psilops
Psilops — рід ящірок родини гімнофтальмових (Gymnophthalmidae). Представники цього роду є ендеміками Бразилії.

## Види
Рід Psilops нараховує 3 види:
- Psilops mucugensis Rodrigues et al., 2017
- Psilops paeminosus Rodrigues, 1991
- Psilops seductus Rodrigues et al., 2017

## Етимологія
Наукова назва роду Psilops походить від сполучення слів дав.-гр. ψιλος — голий, гладкий і ωψ — обличчя, око.